# MT Sanchi
Pour les articles homonymes, voir Sanchi (homonymie).
Le MT Sanchi est un pétrolier battant pavillon panaméen mis en service en 2008 et exploité par la National Iranian Tanker Company (en), filiale de la National Iranian Oil Company. Il a navigué sous les noms de Saman (2008-2012), Sepid (2012), Gardenia (2012-2013) et Seahorse (2013-2016).
Le 6 janvier 2018, alors qu'il transporte une cargaison de condensat de gaz naturel, le navire est impliqué dans une collision au large de Shanghai avec le vraquier de pavillon hongkongais CF Crystal. Le 14 janvier 2018, le navire coule en mer de Chine orientale par 115 mètres de fond, après huit jours d'incendie à bord. Les 32 membres d'équipage (30 Iraniens et deux Bangladais) sont considérés comme morts. Le naufrage a eu pour conséquence une grave marée noire évaluée au dimanche 21 janvier 2018 à 332 km2.

## Caractéristiques
Le MT Sanchi est un pétrolier Suezmax à double coque d'une longueur totale de 274,18 mètres, un maître-bau de 50 mètres et d'un tirant d'eau à pleine charge de 17 mètres. D'un tonnage de port en lourd de 164 154 tonnes, il s'agit d'un pétrolier Suezmax, capable de passer à pleine charge par le canal de Suez.
Le Sanchi est propulsé par un moteur diesel à vitesse lente MAN-B&W 6S70MC-C de 18 660 kW, entraînant une hélice à pas fixe pouvant propulser le navire à une vitesse de 15,4 nœuds (29 km/h).

## Construction et armateurs
Le navire est construit en 2008 par la société Hyundai Samho Heavy Industries (en) à Yeongam, en Corée du Sud pour la National Iranian Tanker Company (en). À sa mise en service, il est baptisé Saman et navigue sous pavillon maltais. En 2012, il est rebaptisé Sepid, navigue sous pavillon tuvaluan, avant de prendre le nom de Gardenia plus tard dans l'année. En 2013, il change à nouveau de nom, Seahorse, sous pavillon tanzanien, avant d'être ré-immatriculé sous pavillon panaméen et renommé Sanchi en 2016.

## Collision et naufrage
Le 6 janvier 2018, vers 20 h 0 (UTC+08:00), le pétrolier, qui transporte une cargaison de 136 000 tonnes (960 000 barils) d'hydrocarbures légers (condensats) pour la compagnie pétrochimique sud-coréenne Hanwha Total (en), en provenance de l'île de Kharg (Iran) et se dirigeant vers Daesan (Corée du Sud) avec un millier de tonnes de fioul de propulsion dans ses réservoirs (2000 t selon d'autres sources), entre en collision avec le cargo CF Crystal de pavillon hongkongais, à 160 milles marins (300 km) au large de Shanghai, en Chine, prenant subitement feu à cause des condensats présents à bord. Malgré le risque d'explosion du pétrolier, l'Agence de police maritime de la Corée du Sud et la marine des États-Unis aident les autorités chinoises dans la lutte contre les incendies et dans la recherche de l'équipage disparu du Sanchi. Le corps d'un membre d'équipage est retrouvé le 8 janvier, mais 31 autres sont toujours portés disparus le 10 janvier, tandis qu'une partie du pétrolier explose le même jour. Le ministère sud-coréen des Océans et de la Pêche déclare que l'incendie pourrait se poursuivre pendant deux à quatre semaines.
L'autre navire impliqué dans la collision, le CF Crystal, effectue un voyage de Kalama (Washington, États-Unis) à la province de Guangdong (Chine) transportant 64 000 tonnes de céréales. Le navire a été construit en 2011 par les chantiers Chengxi Co Ltd, à Jiangyin, en Chine, dont le propriétaire actuel est Changhong Group (Hong Kong) et géré par la Shanghai CP International Ship Management & Broker Co Ltd. Le navire est un vraquier Panamax d'une jauge brute de 41 073 tonnes et d'un port en lourd de 71 725 tonnes. Après la collision, la totalité des 21 membres de l'équipage chinois a été sauvée.
Le 12 janvier 2018, la garde côtière du Japon de Kagoshima rapporte à Reuters que le Sanchi a dérivé dans la mer de Chine orientale jusqu'à entrer dans la zone économique exclusive japonaise à partir de l'après-midi du 10 janvier. Sa position dans l'après-midi du 11 janvier d'après la même source est à « 186 milles marins (340 km) au nord-ouest de l'île d'Amami Ō-shima ».
Le 13 janvier 2018, une équipe de secours chinoise récupère deux corps de l'équipage du Sanchi dans un canot de sauvetage à bord du bateau, portant à trois le nombre de corps retrouvés. Elle récupère également l'enregistreur de données depuis le pont. Xinhua rapporte que l'équipe de sauvetage composée de quatre personnes équipées de respirateurs, a quitté le navire moins d'une demi-heure après l'embarquement à cause d'un changement de vent et de l'épaisse fumée toxique compliquant l'opération. À cette date, treize navires participent aux opérations de secours, de récupération des hydrocarbures, et de lutte anti-incendie, dix sont chinois, un sud-coréen et deux japonais.
Le 14 janvier 2018, le pétrolier coule, ne laissant aucun survivant. Son épave se trouve à 115 m de profondeur. L'inspection de l'épave par des robots ROV est annoncée par la Chine.

## Marée noire et conséquences environnementales
Ce naufrage déclenche ce qui est appelé au matin du 15 janvier 2018 la plus importante marée noire causée par un naufrage de navire au monde depuis 1991. À cette date, la nappe de produits pétroliers libérée par l’explosion de la coque s'étend en longueur sur environ 10 milles nautiques (18,5 km) de long et sur une largeur de 1 à 4 milles nautiques. Elle est pour partie en feu. Selon les informations transmises par l'Agence Reuters la nappe s'étend sur 13 kilomètres (7,0 milles marins) et sur une largeur de 11 kilomètres (5,9 milles nautiques) poussée vers le Japon par le vent. 
Des navires entourant le déversement s'emploient à limiter les dégâts. 
Le condensat étant un produit très volatil et hautement toxique et écotoxique (nocif pour l'environnement), il est aussi responsable d'une pollution de l'air, de même que les fumées là où il brûle encore même après que le navire ait coulé. 
Le naufrage va probablement libérer en profondeur et dans la colonne d'eau du condensat et du fioul lourd de soute (il en contenait environ 2 000 tonnes). 
Le 15 janvier, le New-York Times rappelle que cette partie de la mer de Chine orientale est à cette époque de l'année un lieu de reproduction d'espèces de poissons d'intérêt commercial, ainsi qu'une voie de migration de baleines. L'incident est comparé par ce journal (en termes de gravité) au déversement de pétrole de l'Exxon Valdez.
Au 16 janvier, l'Administration océanique d'état chinoise fait état d'une marée noire vaste de 69 km2, à laquelle s’ajoutait une pollution « sporadique » répartie sur 40 km2. À la différence du brut, les condensats, une fois rejetés en mer, ne forment pas une nappe en surface, mais plutôt un nuage toxique qui flotte entre deux eaux. À ce titre, Pékin se veut rassurant sur les conséquences écologiques du naufrage, faisant valoir également que la marée noire est relativement éloignée des côtes.

Les masses d'air pollué circulent rapidement, mais des simulations numériques à haute résolution faites par des chercheurs du National Oceanography Centre et de l'université de Southampton laissent penser que la pollution atteindra les côtes coréennes dans un délai de trois mois et le Japon en une trentaine de jours. Les auteurs signalent que lieu précis du naufrage est proche de la trajectoire du courant de Kuroshio, qui pourrait entraîner une propagation plus rapide des condensats.
Le New-York Times affirme que les dommages environnementaux, y compris la contamination possible de plages, et des dommages économiques pour l'industrie de la pêche, peuvent être importants ; ils devraient être payés par les parties concernées et leurs assureurs.  
Le 19 janvier, selon CNN, la nappe a dépassé les 100 kilomètres carrés de surface.
Au 21 janvier, l'Administration océanique d'état chinoise annonce qu'il y a un total de trois nappes d'une superficie globale de 332 km2.
Le 2 février, les premières boulettes de pétrole touchent les îles japonaises au sud de Kyūshū, à l'archipel d'Okinawa. Au 23 février, au moins 16 îles sont touchées et 90 tonnes de matières ramassés.